# FC Utrecht in het seizoen 2024/25 (vrouwen)
Het seizoen 2024/25 is het negende jaar in het bestaan van het Utrechtse vrouwenvoetbalelftal van FC Utrecht. De club komt uit in de Eredivisie en neemt ook deel aan het toernooi om de KNVB Beker.

## Selectie en technische staf

### Selectie
| Nr.             | Nat.               | Naam                   | Competitie  | Competitie  | Beker       | Beker       | Eredivisie Cup | Eredivisie Cup | Totaal      | Totaal      | Seizoen bij FC Utrecht | Vorige club         | Contract            |
| Nr.             | Nat.               | Naam                   | W           | Goal        | W           | Goal        | W              | Goal           | W           | Goal        | Seizoen bij FC Utrecht | Vorige club         | Contract            |
| Doelvrouwen     | Doelvrouwen        | Doelvrouwen            | Doelvrouwen | Doelvrouwen | Doelvrouwen | Doelvrouwen | Doelvrouwen    | Doelvrouwen    | Doelvrouwen | Doelvrouwen | Doelvrouwen            | Doelvrouwen         | Doelvrouwen         |
| --------------- | ------------------ | ---------------------- | ----------- | ----------- | ----------- | ----------- | -------------- | -------------- | ----------- | ----------- | ---------------------- | ------------------- | ------------------- |
| 1               | Vlag van België    | Femke Bastiaen         | 22          | 0           | 1           | 0           | 1              | 0              | 24          | 0           | 1e                     | PSV                 | 30 juni 2026        |
| 16              | Vlag van Nederland | Puck Louwes            | 0           | 0           | 0           | 0           | 0              | 0              | 0           | 0           | 2e                     | VV Alkmaar          | 30 juni 2025        |
| 31              | Vlag van Nederland | Febe Copier            | 0           | 0           | 0           | 0           | 0              | 0              | 0           | 0           | 2e                     | PEC Zwolle          | Ontbonden           |
| 32              | Vlag van Nederland | Loïs de Heus           | 0           | 0           | 0           | 0           | 0              | 0              | 0           | 0           | 1e                     | PEC Zwolle          | Contractloos        |
| 61              | Vlag van Nederland | Sophie Frankena        | 0           | 0           | 0           | 0           | 0              | 0              | 0           | 0           | 1e                     | Feyenoord           | Contractloos        |
| Verdedigsters   |                    |                        |             |             |             |             |                |                |             |             |                        |                     |                     |
| 2               | Vlag van Nederland | Liza van der Most      | 2           | 0           | 0           | 0           | 1              | 0              | 3           | 0           | 2e                     | AFC Ajax            | 30 juni 2025 (+1)   |
| 3               | Vlag van Nederland | Merel Bormans          | 3           | 1           | 0           | 0           | 1              | 0              | 4           | 1           | 1e                     | FC Utrecht          | 30 juni 2025 (huur) |
| 5               | Vlag van Nederland | Amber Visscher         | 13          | 0           | 0           | 0           | 1              | 0              | 14          | 0           | 2e                     | SV Saestum          | 30 juni 2027        |
| 12              | Vlag van Suriname  | Naomi Piqué            | 2           | 0           | 0           | 0           | 0              | 0              | 2           | 0           | 2e                     | PSV                 | 30 juni 2025        |
| 15              | Vlag van Nederland | Lena Mahieu            | 19          | 1           | 1           | 0           | 1              | 1              | 21          | 2           | 2e                     | Jong PSV            | 30 juni 2026        |
| 19              | Vlag van Nederland | Tabitha Heijnsdijk     | 0           | 0           | 0           | 0           | 0              | 0              | 0           | 0           | 2e                     | VV Eldenia          | Contractloos        |
| 22              | Vlag van Nederland | Ilse van der Zanden    | 21          | 2           | 1           | 0           | 0              | 0              | 23          | 2           | 2e                     | DTS Ede             | 30 juni 2025        |
| 25              | Vlag van Nederland | Puck Byrman            | 1           | 0           | 0           | 0           | 0              | 0              | 1           | 0           | 2e                     | Jeugd               | Contractloos        |
| 25              | Vlag van Nederland | Kyra Koopman           | 18          | 0           | 1           | 0           | 1              | 0              | 20          | 0           | 1e                     | Jeugd               | 30 juni 2025        |
| 28              | Vlag van Nederland | Gera op den Kelder     | 19          | 3           | 1           | 0           | 1              | 0              | 21          | 3           | 2e                     | DTS Ede             | 30 juni 2026        |
| 33              | Vlag van Nederland | Aline Weerelts         | 2           | 0           | 0           | 0           | 0              | 0              | 2           | 0           | 1e                     | Jeugd               | Contractloos        |
| Middenveldsters |                    |                        |             |             |             |             |                |                |             |             |                        |                     |                     |
| 6               | Vlag van Nederland | Marthe Munsterman      | 22          | 0           | 1           | 0           | 1              | 0              | 24          | 0           | 2e                     | AFC Ajax            | 30 juni 2026        |
| 8               | Vlag van Nederland | Judith Roosjen         | 16          | 1           | 1           | 0           | 1              | 0              | 18          | 1           | 2e                     | VV Alkmaar          | 30 juni 2025 (+1)   |
| 10              | Vlag van Nederland | Maxime Snellenberg     | 19          | 3           | 1           | 0           | 0              | 0              | 20          | 3           | 1e                     | PSV                 | 30 juni 2026        |
| 21              | Vlag van Nederland | Joni Paliama           | 18          | 0           | 1           | 0           | 0              | 0              | 19          | 0           | 2e                     | AFC Ajax            | 30 juni 2025        |
| 23              | Vlag van Nederland | Dieke van Straten      | 19          | 2           | 1           | 0           | 1              | 0              | 21          | 2           | 2e                     | PSV                 | 30 juni 2026        |
| 27              | Vlag van Nederland | Nurija van Schoonhoven | 22          | 5           | 1           | 0           | 0              | 0              | 23          | 5           | 2e                     | Oud-Heverlee Leuven | 30 juni 2025        |
| 46              | Vlag van Nederland | Rosalie Renfurm        | 2           | 0           | 0           | 0           | 0              | 0              | 2           | 0           | 1e                     | Jeugd               | Contractloos        |
| 50              | Vlag van Nederland | Bo Koopman             | 0           | 0           | 0           | 0           | 0              | 0              | 0           | 0           | 1e                     | Jeugd               | Contractloos        |
| Aanvalsters     |                    |                        |             |             |             |             |                |                |             |             |                        |                     |                     |
| 7               | Vlag van Nederland | Sophie Cobussen        | 11          | 0           | 0           | 0           | 0              | 0              | 11          | 0           | 2e                     | Feyenoord           | 30 juni 2025        |
| 9               | Vlag van Nederland | Nikita Tromp           | 15          | 6           | 0           | 0           | 1              | 0              | 16          | 6           | 1e                     | Jeugd               | 30 juni 2026        |
| 11              | Vlag van Nederland | Sam de Jong            | 16          | 0           | 1           | 0           | 1              | 0              | 18          | 0           | 2e                     | Sporting 70         | 30 juni 2025        |
| 17              | Vlag van Nederland | Elisha Kruize          | 9           | 5           | 1           | 0           | 1              | 1              | 11          | 6           | 2e                     | AFC Ajax            | 30 juni 2025 (+1)   |
| 18              | Vlag van Nederland | Tami Groenendijk       | 20          | 3           | 1           | 0           | 1              | 2              | 22          | 5           | 2e                     | SV Saestum          | 30 juni 2026        |
| 19              | Vlag van Nederland | Lobke Loonen           | 9           | 1           | 1           | 0           | 1              | 0              | 11          | 1           | 1e                     | ADO Den Haag        | 30 juni 2026        |
| 20              | Vlag van Nederland | Lotje de Keijzer       | 20          | 6           | 1           | 1           | 1              | 0              | 22          | 7           | 2e                     | Excelsior           | 30 juni 2026        |
| Nr.             | Nat.               | Naam                   | W           | Goal        | W           | Goal        | W              | Goal           | W           | Goal        | Seizoen bij FC Utrecht | Vorige club         | Contract            |
| Nr.             | Nat.               | Naam                   | Competitie  | Competitie  | Beker       | Beker       | Eredivisie Cup | Eredivisie Cup | Totaal      | Totaal      | Seizoen bij FC Utrecht | Vorige club         | Contract            |

### Legenda
| # | Reden                                          |
| - | ---------------------------------------------- |
|   | Heeft de club in het lopende seizoen verlaten. |

### Technische staf
| Naam                  | Functie           |
| --------------------- | ----------------- |
| Linda Helbling        | Hoofdtrainer      |
| Jürgen Schefczyk      | Assistent-trainer |
| Jim Brinkhof          | Assistent-trainer |
| Dennis Smit           | Keeperstrainer    |
| Jeroen Kampers        | Videoanalist      |
| Claudine van Timmeren | Fysiektrainer     |
| Ingrid Thijsen        | Teammanager       |

## Transfers

### Zomer

#### Aangetrokken 2024/25
| Nat.               | Naam               | Van  | Contract          | Bijzonderheden |
| ------------------ | ------------------ | ---- | ----------------- | -------------- |
| Vlag van België    | Femke Bastiaen     | PSV  | 30 juni 2026      |                |
| Vlag van Nederland | Maxime Snellenberg | PSV  | 30 juni 2025      |                |
| Vlag van Nederland | Nikita Tromp       | Ajax | 30 juni 2025 (+1) |                |

#### Vertrokken 2024/25
| Nat.               | Naam               | Naar            | Bijzonderheden |
| ------------------ | ------------------ | --------------- | -------------- |
| Vlag van Nederland | Eshly Bakker       | Linköpings FC   | Transfersom    |
| Vlag van Nederland | Jasmijn de Groot   | Excelsior       |                |
| Vlag van Nederland | Femke Prins        | Fortuna Sittard |                |
| Vlag van Nederland | Anniek Smulders    | SV Saestum      |                |
| Vlag van Nederland | Senne van de Velde | PEC Zwolle      |                |
| Vlag van Nederland | Julia Wattilete    | KVC Westerlo    |                |

### Jeugdopleiding

#### Aangetrokken 2024/25
| Nat.               | Naam         | Contract     | Bijzonderheden |
| ------------------ | ------------ | ------------ | -------------- |
| Vlag van Nederland | Loïs de Heus | -            |                |
| Vlag van Nederland | Sam de Jong  | 30 juni 2025 |                |

#### Vertrokken 2024/25
| Nat. | Naam | Naar | Bijzonderheden |
| ---- | ---- | ---- | -------------- |
|      |      |      |                |

### Winter

#### Aangetrokken 2024/25
| Nat.               | Naam          | Van          | Bijzonderheden |
| ------------------ | ------------- | ------------ | -------------- |
| Vlag van Nederland | Merel Bormans | FC Twente    | Huur           |
| Vlag van Nederland | Lobke Loonen  | ADO Den Haag | Transfersom    |

#### Vertrokken 2024/25
| Nat.               | Naam            | Naar      | Bijzonderheden |
| ------------------ | --------------- | --------- | -------------- |
| Vlag van Nederland | Febe Copier     | AZ        |                |
| Vlag van Nederland | Sophie Frankena | Excelsior |                |

## Wedstrijdstatistieken

### Oefenwedstrijden[31]
| Oefenwedstrijd 1                                                                         | FC Twente                                                                           | 2 – 2 (1 – 1)    | FC Utrecht | Opstelling FC Utrecht |
| 29 juni 2024 Aanvangstijd: 14.30 uur Plaats: Hengelo Sportpark Slangenbeek               | Jaimy Ravensbergen 18' Kayleigh van Dooren 53'                                      | Wedstrijdverslag | 13' Tami Groenendijk 83' Elisha Kruize                                                                                                | Copier, Paliama, Piqué, Op den Kelder, Visscher, Munsterman, Groenendijk, Van Schoonhoven, De Keijzer, Bakker, Kruize Invalsters: De Jong, Van Straten, Roosjen, Bastaien, Neter, Heijnsdijk                                                            |
| Oefenwedstrijd 2                                                                         | RSC Anderlecht                                                                      | 3 – 2 (0 – 1)    | FC Utrecht | Opstelling FC Utrecht |
| 6 juli 2024 Aanvangstijd: 13.00 uur Plaats: Brussel                                      | Luna Vanzeir 50' Rose Adewusi 58', 80'                                              | Wedstrijdverslag | 13' Lotje de Keijzer 64' Melek Hader                                                                                                  | Bastiaen, Paliama, Piqué, Op den Kelder, Neter, Van Straten, Roosjen, Groenendijk, De Keijzer, Cobussen, Kruize Invalsters: De Jong, Van Schoonhoven, Tromp, Copier, De Heus, Heijnsdijk, Hader, Vos, Byrman                                            |
| Oefenwedstrijd 3                                                                         | FC Utrecht                                                                          | 2 – 2 (0 – 1)    | AZ | Opstelling FC Utrecht |
| 12 juli 2024 Aanvangstijd: 12.00 uur Plaats: Utrecht Sportcomplex Zoudenbalch            | Puck Byrman 75' Nurija van Schoonhoven 90'                                          | Wedstrijdverslag | 23' Robin Blom 67' Camie Mol | Copier, Paliama, Piqué, Op den Kelder, Neter, De Jong, Roosjen, Van Schoonhoven, De Keijzer, Cobussen, Tromp Invalsters: Bastiaen, De Heus, Munsterman, Kruize, Groenendijk, Van Straten, Byrman, Heijsdijk                                             |
| Oefenwedstrijd 4                                                                         | 1. FC Köln                                                                          | 1 – 0 (0 – 0)    | FC Utrecht | Opstelling FC Utrecht |
| 17 augustus 2024 Aanvangstijd: 14.00 uur Plaats: Keulen RheinEnergie Sportpark           | Anna-Lena Stolze                                                                    | Wedstrijdverslag | | Bastiaen, Paliama, Piqué, Op den Kelder, Visscher, Munsterman, Groenendijk, Van Schoonhoven, De Keijzer, Tromp, Kruize Invalsters: Cobussen, Roosjen, Snellenberg, De Jong, Van Straten, De Heus, Neter, Byrman, Renfurm                                |
| Oefenwedstrijd 5                                                                         | DTS Ede                                                                             | 0 – 5            | FC Utrecht | Opstelling FC Utrecht |
| 21 augustus 2024 Aanvangstijd: 20.00 uur Plaats: Ede Sportpark Inschoten                 |                                                                                     | Wedstrijdverslag | Nikita Tromp Maxime Snellenberg Dieke van Straten Judith Roosjen Lieke Guliker                                                        | De Heus, Byrman, Piqué, Op den Kelder, Neter, Van Straten, Roosjen, Snellenberg, De Jong, Tromp, Renfurm Invalster: Haizoun, Dap, Hader, Guliker, Werkhoven, Vos, Weerelts, Heijnsdijk, Koopman                                                         |
| Oefenwedstrijd 6                                                                         | FC Utrecht                                                                          | 2 – 5 (0 – 2)    | SG Essen-Schönebeck | Opstelling FC Utrecht |
| 24 augustus 2024 Aanvangstijd: 14.00 uur Plaats: Utrecht Sportcomplex Zoudenbalch        | Dieke van Straten 84' Naomi Piqué 90+4'                                             | Wedstrijdverslag | 18' Ramona Maier 41' Lilli Purtscheller 50' Lena Ostermeier 69' Julia Debitzki 72' Kassandra Potsi                                    | Bastiaen, Paliama, Byrman, Op den Kelder, Visscher, Munsterman, Groenendijk, Van Schoonhoven, De Keijzer, Cobussen Invalsters: Roosjen, Tromp, Snellenberg, De Jong, Piqué, Van Straten, De Heus, Neter, Vos                                            |
| Oefenwedstrijd 7                                                                         | FC Utrecht                                                                          | 6 – 2            | NAC Breda | Opstelling FC Utrecht |
| 30 augustus 2024 Aanvangstijd: 12.00 uur Plaats: Utrecht Sportcomplex Zoudenbalch        | Marthe Munsterman Elisha Kruize Maxime Snellenberg Lotje de Keijzer Sophie Cobussen | Wedstrijdverslag | Onbekend | Bastiaen, Paliama, Piqué, Byrman, Visscher, Van Straten, Munsterman, Van Schoonhoven, Snellenberg, Tromp, Kruize Invalsters: Cobussen, Roosjen, De Jong, Mahieu, Groenendijk, De Keijzer, De Heus, Neter, Heijnsdijk, Renfurm, Koopman                  |
| Oefenwedstrijd 8                                                                         | PEC Zwolle                                                                          | 0 – 5            | FC Utrecht | Opstelling FC Utrecht |
| 5 september 2024 Aanvangstijd: 17.00 uur Plaats: Witteveen Sportpark De Roskamp          |                                                                                     | Wedstrijdverslag | Kyra Koopman Elisha Kruize Judith Roosjen Sam de Jong Sophie Cobussen                                                                 | Bastiaen, Koopman, Op den Kelder, Van der Zanden, Visscher, Van Straten, Munsterman, Van Schoonhoven, De Keijzer, Snellenberg, Kruize Invalsters: Roosjen, Paliama, De Heus, De Jong, Cobussen, Mahieu, Groenendijk, Piqué, Heijnsdijk, Renfurm, Byrman |
| Oefenwedstrijd 9                                                                         | AZ                                                                                  | 1 – 7 (0 – 2)    | FC Utrecht | Opstelling FC Utrecht |
| 13 september 2024 Aanvangstijd: 12.00 uur Plaats: Wijdewormer AFAS Trainingscomplex      | Onbekend 86'                                                                        | Wedstrijdverslag | 6', 45+1' Elisha Kruize 56', 57' Lotje de Keijzer 71', 75' Tami Groenendijk 83' Sophie Cobussen                                       | Bastiaen, Koopman, Piqué, Van der Zanden, Visscher, Van Straten, Munsterman, Van Schoonhoven, De Keijzer, Snellenberg, Kruize Wisselspeelsters: Cobussen, Roosjen, De Jong, Mahieu, Groenendijk, Paliama, Op den Kelder, De Heus                        |
| Oefenwedstrijd 9                                                                         | FC Utrecht                                                                          | 2 – 0            | sc Heerenveen | Opstelling FC Utrecht |
| 20 september 2024 Aanvangstijd: 14.00 uur Plaats: Utrecht Sportcomplex Zoudenbalch       | Amber Visscher Sam de Jong                                                          | Wedstrijdverslag | | Bastiaen, Koopman, Mahieu, Van der Zanden, Visscher, Van Straen, Munsterman, Van Schoonhoven, De Keijzer, Snellenberg, Kruize Wisselspeelsters: Cobussen, Roosjen, De Jong, Groenendijk, Paliama, Op den Kelder, De Heus                                |
| Oefenwedstrijd 10                                                                        | Oud-Heverlee Leuven                                                                 | Afgelast         | FC Utrecht | Opstelling FC Utrecht |
| 25 oktober 2024 Aanvangstijd: 13.00 uur Plaats: Leuven                                   |                                                                                     |                  | | |
| Oefenwedstrijd 11                                                                        | Elche CF                                                                            | 0 – 10           | FC Utrecht | Opstelling FC Utrecht |
| 8 januari 2025 Aanvangstijd: 11.15 uur Plaats: Benidorm Estadio Municipal Guillermo Amor |                                                                                     |                  | Maxime Snellenberg Elisha Kruize Nurija van Schoonhoven Marthe Munsterman Nikita Tromp                                                | Onbekend |
| Oefenwedstrijd 12                                                                        | NAC Breda                                                                           | 0 – 4            | FC Utrecht | Opstelling FC Utrecht |
| 14 januari 2025 Aanvangstijd: Onbekend Plaats: Breda Sportpark Heksenwiel                |                                                                                     | Wedstrijdverslag | Elisha Kruize Naomi Piqué Tami Groenendijk Maxime Snellenberg                                                                         | Onbekend |
| Oefenwedstrijd 13                                                                        | ADO Den Haag                                                                        | 0 – 5 (0 – 1)    | FC Utrecht | Opstelling FC Utrecht |
| 4 april 2025 Aanvangstijd: 14:00 uur Plaats: Rijswijk Sportpark Prinses Irene            |                                                                                     | Wedstrijdverslag | 23' Tami Groenendijk Onbekend | Onbekend |
| Oefenwedstrijd 14                                                                        | Excelsior                                                                           | 0 – 9 (0 – 2)    | FC Utrecht | Opstelling FC Utrecht |
| 11 april 2025 Aanvangstijd: 11:30 uur Plaats: Onbekend                                   |                                                                                     | Wedstrijdverslag | 10' Lobke Loonen 35' Amber Visscher 46' Rosalie Renfurm 66' Naomi Piqué 69' Dieke van Straten 75' Esra Neter 77' Tami Groenendijk 87' | Onbekend |

### Eredivisie
|       | ADO Den Haag | AFC Ajax | AZ    | Excelsior | Feyenoord | Fortuna Sittard | sc Heerenveen | PEC Zwolle | PSV   | Telstar | FC Twente |
| ----- | ------------ | -------- | ----- | --------- | --------- | --------------- | ------------- | ---------- | ----- | ------- | --------- |
| Thuis | 4 – 3        | 1 – 1    | 1 – 2 | 2 – 0     | 1 – 0     | 1 – 1           | 2 – 1         | 0 – 0      | 3 – 2 | 4 – 1   | 1 – 2     |
| Uit   | 0 – 2        | 1 – 0    | 1 – 1 | 1 – 0     | 0 – 3     | 0 – 4           | 2 – 3         | 0 – 4      | 1 – 0 | 0 – 1   | 3 – 1     |

| Speelronde 1                                                                         | FC Utrecht                                                                                  | 2 – 0 (2 – 0)    | Excelsior                                                                                                 | Opstelling FC Utrecht |
| 28 september 2024 Aanvangstijd: 14.00 uur Plaats: Utrecht Stadion Galgenwaard        | Nurija van Schoonhoven 20' Lotje de Keijzer 36' Judith Roosjen 82'                          | Wedstrijdverslag | Yasmine de Jong Yara Helderman                                                                            | Bastiaen; Koopman, Mahieu, Op den Kelder, Visscher; Van Schoonhoven, Munsterman, Snellenberg ( 82' Roosjen), Van Straten ( 67' De Jong); Kruize ( 40' Groenendijk), De Keijzer ( 82' Cobussen)                                     |
| Speelronde 2                                                                         | PEC Zwolle                                                                                  | 0 – 4 (0 – 2)    | FC Utrecht                                                                                                | Opstelling FC Utrecht |
| 5 oktober 2024 Aanvangstijd: 14.00 uur Plaats: Zwolle MAC³PARK stadion               |                                                                                             | Wedstrijdverslag | 32' Maxime Snellenberg 44' Gera op den Kelder 64' Nurija van Schoonhoven 90+4' Nikita Tromp               | Bastiaen, Koopman ( 77' Paliama), Van der Zanden ( 82' Roosjen), Op den Kelder, Visscher, Van Straten ( 82' De Jong), Munsterman, Mahieu, Van Schoonhoven, Snellenberg ( 63' Tromp), De Keijzer ( 77' Groenendijk)                 |
| Speelronde 3                                                                         | Feyenoord                                                                                   | 0 – 3 (0 – 0)    | FC Utrecht                                                                                                | Opstelling FC Utrecht |
| 13 oktober 2024 Aanvangstijd: 12.15 uur Plaats: Rotterdam Sportcomplex Varkenoord    | Justine Brandau 65'                                                                         | Wedstrijdverslag | 65' Justine Brandau 48' Lena Mahieu 62' Dieke van Straten 73' Nurija van Schoonhoven 90' Tami Groenendijk | Bastiaen, Paliama ( 97' Koopman), Van der Zanden, Op den Kelder, Visscher, Munsterman, Mahieu ( 87' Roosjen), Van Schoonhoven, Van Straten ( 63' Tromp), Snellenberg ( 80' Groenendijk), De Keijzer ( 80' De Jong)                 |
| Speelronde 4                                                                         | FC Utrecht                                                                                  | 4 – 3 (3 – 0)    | ADO Den Haag                                                                                              | Opstelling FC Utrecht |
| 20 oktober 2024 Aanvangstijd: 12.15 uur Plaats: Utrecht Sportcomplex Zoudenbalch     | Gera op den Kelder 20' Lotje de Keijzer 24' Nurija van Schoonhoven 32' 87' Nikita Tromp 62' | Wedstrijdverslag | 60' Manon van Raay 65' Pleun Raaijmakers 74' Daniëlle Noordermeer 77', 89' Lobke Loonen                   | Bastiaen, Koopman, Van der Zanden, Op den Kelder ( 57' Byrman), Paliama, Munsterman, Mahieu ( 79' Roosjen), Van Schoonhoven, Van Straten ( 79' De Jong), Tromp ( 64' Groenendijk), De Keijzer                                      |
| Speelronde 5                                                                         | FC Twente                                                                                   | 3 – 1 (2 – 1)    | FC Utrecht                                                                                                | Opstelling FC Utrecht |
| 3 november 2024 Aanvangstijd: 16.45 uur Plaats: Enschede Sportpark Schreurserve      | Kayleigh van Dooren 11' Ella Peddemors 44' Leonie Vliek 80' Nikée van Dijk 90+4'            | Wedstrijdverslag | 26' Nurija van Schoonhoven 62' Joni Paliama 79' Sophie Cobussen                                           | Bastiaen, Paliama, Mahieu ( 87' De Jong), Van der Zanden, Visscher ( 62' Koopman), Van Straten ( 78' Kruize), Munsterman, Groenendijk ( 78' Cobussen), Van Schoonhoven, De Keijzer, Tromp ( 62' Maxime Snellenberg                 |
| Speelronde 6                                                                         | FC Utrecht                                                                                  | 2 – 1 (1 – 1)    | sc Heerenveen                                                                                             | Opstelling FC Utrecht |
| 10 november 2024 Aanvangstijd: 12.15 uur Plaats: Utrecht Sportcomplex Zoudenbalch    | Maxime Snellenberg 16' Nikita Tromp 47' Sophie Cobussen 90+2' Amber Visscher 90+3'          | Wedstrijdverslag | 1' Lyanne Iedema 85' Jet van Beijeren                                                                     | Bastiaen, Koopman ( 65' Paliama), Mahieu, Van der Zanden, Visscher, Munsterman, Van Straten ( 65' Groenendijk), Snellenberg ( 83' Cobussen), Van Schoonhoven, Tromp ( 83' Roosjen), De Keijzer ( 83' Kruize)                       |
| Speelronde 7                                                                         | Ajax                                                                                        | 1 – 0 (1 – 0)    | FC Utrecht                                                                                                | Opstelling FC Utrecht |
| 16 november 2024 Aanvangstijd: 16.30 uur Plaats: Amsterdam Sportpark De Toekomst     | Lily Yohannes 5' Sherida Spitse 16' Nadine Noordam 32'                                      | Wedstrijdverslag | 31' Nikita Tromp 40' Amber Visscher                                                                       | Bastiaen, Koopman ( 81' Cobussen), Mahieu, Van der Zanden, Visscher, Paliama ( 46' Kruize), Munsterman, Snellenberg ( 81' De Jong), Van Schoonhoven, De Keijzer, Tromp ( 61' Groenendijk)                                          |
| Speelronde 8                                                                         | FC Utrecht                                                                                  | 3 – 2 (2 – 0)    | PSV | Opstelling FC Utrecht |
| 23 november 2024 Aanvangstijd: 14.00 uur Plaats: Utrecht Sportcomplex Zoudenbalch    | Lotje de Keijzer 24' 89' Elisha Kruize 39' Maxime Snellenberg 75'                           | Wedstrijdverslag | 66', 73' Riola Xhemaili 89' Gwyneth Hendriks                                                              | Bastiaen, Koopman, Op den Kelder, Van der Zanden, Visscher, Munsterman, Mahieu ( 37' Kruize), Snellenberg ( 90' Paliama), Van Schoonhoven, Tromp ( 76' Van Straten), De Keijzer ( 90+1' Roosjen)                                   |
| Speelronde 9                                                                         | Fortuna Sittard                                                                             | 0 – 4 (0 – 2)    | FC Utrecht                                                                                                | Opstelling FC Utrecht |
| 8 december 2024 Aanvangstijd: 12.15 uur Plaats: Sittard Fortuna Sittard Stadion      |                                                                                             | Wedstrijdverslag | 18', 45+1' Elisha Kruize 66' Ilse van der Zanden 79' Gera op den Kelder                                   | Bastiaen, Paliama, Van der Zanden, Op den Kelder, Visscher, Munsterman ( 88' Renfurm), Snellenberg ( 75' De Jong), Van Schoonhoven ( 75' Roosjen), Van Straten, Tromp ( 64' Groenendijk), Kruize ( 64' Cobussen)                   |
| Speelronde 10                                                                        | AZ                                                                                          | 1 – 1 (0 – 1)    | FC Utrecht                                                                                                | Opstelling FC Utrecht |
| 14 december 2024 Aanvangstijd: 16.30 uur Plaats: Wijdewormer AFAS Trainingscomplex   | Romaissa Boukakar 51' Isa Colin 76'                                                         | Wedstrijdverslag | 6' Ilse van der Zanden                                                                                    | Bastiaen, Paliama, Van der Zanden, Op den Kelder, Koopman, Munsterman, Snellenberg ( 82' De Jong), Van Schoonhoven, Van Straten ( 82' Groenendijk), Tromp ( 66' Cobussen), Kruize ( 66' Mahieu)                                    |
| Speelronde 11                                                                        | FC Utrecht                                                                                  | 4 – 1 (4 – 1)    | Telstar                                                                                                   | Opstelling FC Utrecht |
| 21 december 2024 Aanvangstijd: 16.30 uur Plaats: Utrecht Sportcomplex Zoudenbalch    | Lotje de Keijzer 11', 45' Ilse van der Zanden 20' Elisha Kruize 30'                         | Wedstrijdverslag | 12' Chinatsu Kira                                                                                         | Bastiaen, Paliama, Van der Zanden, Op den Kelder, Koopman ( 82' Piqué), Munsterman ( 62' Cobussen), Snellenberg ( 62' Roosjen), Van Schoonhoven, Van Straten ( 76' De Jong), De Keijzer, Kruize ( 62' Groenendijk)                 |
| Speelronde 12                                                                        | ADO Den Haag                                                                                | 0 – 2 (0 – 2)    | FC Utrecht                                                                                                | Opstelling FC Utrecht |
| 19 januari 2025 Aanvangstijd: 12.15 uur Plaats: Den Haag Bingoal Stadion             |                                                                                             | Wedstrijdverslag | 14' Elisha Kruize 21' Nikita Tromp                                                                        | Bastiaen, Paliama, Van der Zanden, Op den Kelder, Koopman, Munsterman ( 86' De Jong), Snellenberg ( 78' Mahieu), Van Schoonhoven ( 64' Roosjen), Van Straten, Tromp ( 65' Groenendijk), Kruize ( 64' De Keijzer)                   |
| Speelronde 13                                                                        | FC Utrecht                                                                                  | 1 – 2 (0 – 0)    | FC Twente                                                                                                 | Opstelling FC Utrecht |
| 26 januari 2025 Aanvangstijd: 12.15 uur Plaats: Utrecht Sportcomplex Zoudenbalch     | Dieke van Straten 39' Nurija van Schoonhoven 65' Tami Groenendijk 85'                       | Wedstrijdverslag | 54' Jaimy Ravensbergen 90+2', 90+5' Nikée van Dijk                                                        | Bastiaen, Paliama, Van der Zanden, Op den Kelder, Mahieu ( 62' Renfurm), Munsterman, Roosjen ( 46' Groenendijk), Van Schoonhoven ( 72' De Jong), Van Straten ( 72' Koopman), Snellenberg, De Keijzer ( 89' Cobussen)               |
| Speelronde 15                                                                        | Excelsior                                                                                   | 1 – 0 (1 – 0)    | FC Utrecht                                                                                                | Opstelling FC Utrecht |
| 9 februari 2025 Aanvangstijd: 14.30 uur Plaats: Rotterdam Van Donge & De Roo Stadion | Sabrine Ellouzi 24' 89'                                                                     | Wedstrijdverslag | 37' Ilse van der Zanden 57' Maxime Snellenberg 90+3' Dieke van Straten                                    | Bastiaen, Paliama ( 85' De Jong), Van der Zanden, Op den Kelder, Groenendijk ( 46' Mahieu), Munsterman ( 73' Roosjen), Van Schoonhoven, Dieke van Straten, Snellenberg ( 73' Cobussen), De Keijzer, Loonen                         |
| Speelronde 16                                                                        | PSV                                                                                         | 1 – 0 (1 – 0)    | FC Utrecht                                                                                                | Opstelling FC Utrecht |
| 2 maart 2025 Aanvangstijd: 12.15 uur Plaats: Utrecht Sportcomplex Zoudenbalch        | Renate Jansen 36' Gwyneth Hendriks 42'                                                      | Wedstrijdverslag | 69' Maxime Snellenberg 90+4' Sam de Jong (voetballer)                                                     | Bastiaen, Paliama ( 64' Roosjen), Van der Zanden, Op den Kelder, Koopman, Van Straten ( 76' Groenendijk), Munsterman ( 99+2' Piqué), Mahieu ( 46' Snellenberg), Van Schoonhoven ( 83' De Jong), Loonen ( 83' Cobussen), De Keijzer |
| Speelronde 17                                                                        | FC Utrecht                                                                                  | 1 – 1 (1 – 1)    | Fortuna Sittard                                                                                           | Opstelling FC Utrecht |
| 8 maart 2025 Aanvangstijd: 16.30 uur Plaats: Utrecht Sportcomplex Zoudenbalch        | Judith Roosjen 45'                                                                          | Wedstrijdverslag | 15' Venla Lindfors                                                                                        | Bastiaen, Weerelts ( 72' Snellenberg), Van der Zanden, Op den Kelder, Mahieu ( 72' De Jong), Van Straten, Munsterman, Roosjen, Van Schoonhoven, Loonen, De Keijzer ( 54' Groenendijk)                                              |
| Speelronde 14 (inhaalduel)                                                           | FC Utrecht                                                                                  | 1 – 1 (1 – 1)    | Ajax | Opstelling FC Utrecht |
| 16 maart 2025 Aanvangstijd: 14.30 uur Plaats: Utrecht Sportcomplex Zoudenbalch       | Lobke Loonen 20'                                                                            | Wedstrijdverslag | 10' Danique Noordman                                                                                      | Bastiaen, Paliama, Van der Zanden, Op den Kelder, Koopman ( 75' Weerelts), Van Straten, Munsterman, Snellenberg ( 63' Mahieu), Van Schoonhoven, Loonen, De Keijzer                                                                 |
| Speelronde 18                                                                        | FC Utrecht                                                                                  | 1 – 2 (1 – 0)    | AZ | Opstelling FC Utrecht |
| 22 maart 2025 Aanvangstijd: 16.30 uur Plaats: Utrecht Sportcomplex Zoudenbalch       | Nurija van Schoonhoven 42'                                                                  | Wedstrijdverslag | 61', 78' Fieke Kroese                                                                                     | Bastiaen, Paliama, Van der Zanden ( 62' Mahieu), Op den Kelder, Koopman ( 75' Visscher), Van Straten ( 75' De Jong), Munsterman, Snellenberg, Van Schoonhoven, Loonen ( 75' Groenendijk), De Keijzer                               |
| Speelronde 19                                                                        | Telstar                                                                                     | 0 – 1 (0 – 0)    | FC Utrecht                                                                                                | Opstellig FC Utrecht |
| 30 maart 2025 Aanvangstijd: 12.15 uur Plaats: Velsen-Zuid 711 Stadion                |                                                                                             | Wedstrijdverslag | 84' Nikita Tromp 87' Marthe Munsterman                                                                    | Bastiaen, Paliama ( 72' De Jong), Van der Zanden, Op den Kelder, Visscher ( 46' Koopman), Van Straten ( 72' Tromp), Munsterman, Snellenberg ( 68' Roosjen), Van Schoonhoven ( 78' Groenendijk), Loonen, De Keijzer                 |
| Speelronde 20                                                                        | FC Utrecht                                                                                  | 1 – 0 (0 – 0)    | Feyenoord                                                                                                 | Opstelling FC Utrecht |
| 21 april 2025 Aanvangstijd: 14.30 uur Plaats: Utrecht Sportcomplex Zoudenbalch       | Nikita Tromp 62' Ilse van der Zanden 84'                                                    | Wedstrijdverslag | 52' Noëlle van der Sluijs                                                                                 | Bastiaen, Van der Most ( 62' Koopman), Van der Klooster, Op den Kelder, Visscher, Munsterman, Tromp ( 73' Roosjen), Groenendijk, Van Schoonhoven, De Keijzer ( 90' Bormans), Loonen ( 90' Mahieu)                                  |
| Speelronde 21                                                                        | sc Heerenveen                                                                               | 2 – 3 (1 – 3)    | FC Utrecht                                                                                                | Opstelling FC Utrecht |
| 3 mei 2025 Aanvangstijd: 14.00 uur Plaats: Heerenveen Sportpark Skoatterwald         | Evi Maatman 11', 54' Elfi Maass 27' Fenna Meijer 68'                                        | Wedstrijdverslag | 6' Tami Groenendijk 14' Merel Bormans 45+1' Lotje de Keijzer 71' Lobke Loonen                             | Bastiaen, Paliama ( 83' Koopman), Van der Zanden, Op den Kelder, Bormans ( 83' Van Straten), Visscher, Munsterman, Groenendijk, Van Schoonhoven ( 90+1' Roosjen), De Keijzer ( 66' Loonen), Tromp ( 66' Mahieu)                    |
| Speelronde 22                                                                        | FC Utrecht                                                                                  | 0 – 0 (0 – 0)    | PEC Zwolle                                                                                                | Opstelling FC Utrecht |
| 17 mei 2025 Aanvangstijd: 14.00 uur Plaats: Utrecht Sportcomplex Zoudenbalch         | Merel Bormans 43' Nikita Tromp 70'                                                          | Wedstrijdverslag | | Bastiaen, Van der Most ( 46' Van Straten), Van der Zanden, Op den Kelder], Bormans ( 78' Mahieu), Munsterman, Groenendijk ( 69' Loonen), Van Schoonhoven ( 69' Koopman), Visscher, Tromp ( 90+2' Cobussen), De Keijzer             |

### KNVB Beker
| Achtste Finales                                                                    | AZ                                       | 2 – 1 (1 – 1)    | FC Utrecht               | Opstelling FC Utrecht |
| 14 februari 2025 Aanvangstijd: 19.30 uur Plaats: Wijdewormer AFAS Trainingscomplex | Desiree van Lunteren 21' Floor Spaan 84' | Wedstrijdverslag | 23' 28' Lotje de Keijzer | Bastiaen, Paliama ( 87' De Jong), Van der Zanden, Op den Kelder, Koopman ( 87' Groenendijk), Munsterman, Mahieu ( 74' Snellenberg), Van Schoonhoven, Van Straten ( 82' Roosjen), Loonen ( 82' Kruize), De Keijzer |

### Eredivisie Cup
| Halve Finale                                                                | FC Twente | 7 – 4 (3 – 1)    | FC Utrecht                                                    | Opstelling FC Utrecht |
| 21 mei 2025 Aanvangstijd: 19.30 uur Plaats: Enschede Sportpark Schreurserve | Liz Rijsbergen 2' Lieske Carleer 11' Jaimy Ravensbergen 18' Nikée van Dijk 50', 56', 81' Sophie te Brake 65' | Wedstrijdverslag | 40', 66' Tami Groenendijk 47' Lena Mahieu 90+2' Elisha Kruize | Bastiaen, Koopman ( 75' Van der Most), Op den Kelder, Bormans, Visscher, Munsterman ( 75' De Jong), Mahieu, Tromp ( 46' Van Straten), Groenendijk, Loonen ( 46' Kruize), De Keijzer |

## Statistieken FC Utrecht 2024/2025

### Tussenstand FC Utrecht in de Nederlandse Eredivisie Vrouwen 2024 / 2025
| Stand | Gespeeld | Gewonnen | Gelijk | Verloren | Punten | Doelpunten voor | Doelpunten tegen | Gele kaarten | Rode kaarten |
| ----- | -------- | -------- | ------ | -------- | ------ | --------------- | ---------------- | ------------ | ------------ |
| 4e    | 22       | 12       | 4      | 6        | 40     | 39              | 22               | 24           | 0            |

### Topscorers
| #              | Naam                   | Goal |
| -------------- | ---------------------- | ---- |
| 1.             | Lotje de Keijzer       | 6    |
| 1.             | Nikita Tromp           | 6    |
| 3.             | Elisha Kruize          | 5    |
| 3.             | Nurija van Schoonhoven | 5    |
| 5.             | Tami Groenendijk       | 3    |
| 5.             | Gera op den Kelder     | 3    |
| 5.             | Maxime Snellenberg     | 3    |
| 8.             | Dieke van Straten      | 2    |
| 8.             | Ilse van der Zanden    | 2    |
| 10.            | Merel Bormans          | 1    |
| 10.            | Lobke Loonen           | 1    |
| 10.            | Lena Mahieu            | 1    |
| 10.            | Judith Roosjen         | 1    |
| Eigen doelpunt |                        |      |
|                |                        |      |
| Totaal         | Totaal                 | 39   |

| #      | Naam             | Goal |
| ------ | ---------------- | ---- |
| 1.     | Lotje de Keijzer | 1    |
| Totaal | Totaal           | 1    |

| #      | Naam             | Goal |
| ------ | ---------------- | ---- |
| 1.     | Tami Groenendijk | 2    |
| 1.     | Elisha Kruize    | 2    |
| 1.     | Lena Mahieu      | 2    |
| Totaal | Totaal           | 4    |

| #      | Naam                   | Goal |
| ------ | ---------------------- | ---- |
| 1.     | Elisha Kruize          | 8    |
| 2.     | Tami Groenendijk       | 5    |
| 2.     | Lotje de Keijzer       | 5    |
| 2.     | Maxime Snellenberg     | 5    |
| 5.     | Nikita Tromp           | 4    |
| 6.     | Sophie Cobussen        | 3    |
| 6.     | Naomi Piqué            | 3    |
| 6.     | Nurija van Schoonhoven | 3    |
| 6.     | Dieke van Straten      | 3    |
| 10.    | Sam de Jong            | 2    |
| 10.    | Marthe Munsterman      | 2    |
| 10.    | Judith Roosjen         | 2    |
| 10.    | Maxime Snellenberg     | 2    |
| 10.    | Amber Visscher         | 2    |
| 15.    | Puck Byrman            | 1    |
| 15.    | Lieke Guliker          | 1    |
| 15.    | Melek Hader            | 1    |
| 15.    | Kyra Koopman           | 1    |
| 15.    | Lobke Loonen           | 1    |
| 15.    | Esra Neter             | 1    |
| 15.    | Rosalie Renfurm        | 1    |
|        | Onbekend               | 4    |
| Totaal | Totaal                 | 60   |

### Kaarten
| #      | Naam                   | Kreeg geel |
| ------ | ---------------------- | ---------- |
| 1.     | Nurija van Schoonhoven | 3          |
| 1.     | Dieke van Straten      | 3          |
| 3.     | Sophie Cobussen        | 2          |
| 3.     | Joni Paliama           | 2          |
| 3.     | Maxime Snellenberg     | 2          |
| 3.     | Nikita Tromp           | 2          |
| 3.     | Amber Visscher         | 2          |
| 3.     | Ilse van der Zanden    | 2          |
| 9.     | Merel Bormans          | 1          |
| 9.     | Sam de Jong            | 1          |
| 9.     | Lotje de Keijzer       | 1          |
| 9.     | Lobke Loonen           | 1          |
| 9.     | Marthe Munsterman      | 1          |
| 9.     | Judith Roosjen         | 1          |
| Totaal | Totaal                 | 24         |

| #      | Naam   | Kreeg voor de tweede keer geel en dus rood |
| ------ | ------ | ------------------------------------------ |
| –      |        | 0                                          |
| Totaal | Totaal | 0                                          |

| #      | Naam   | Weggestuurd |
| ------ | ------ | ----------- |
| 1.     |        |             |
| Totaal | Totaal | '           |

## Voetnoten
ADO Den Haag · 
Ajax · 
AZ · 
Excelsior · 
Feyenoord · 
Fortuna Sittard · 
sc Heerenveen · 
PEC Zwolle · 
PSV · 
Telstar · 
FC Twente · 
FC Utrecht